# 格雷戈里·勒马夏尔
格雷戈里·勒马夏尔（法語：Grégory Lemarchal，1983年5月13日—2007年4月30日），法国歌手，出生于法国拉特龙什，於出生20个月时发现患有先天性粘液稠厚症，但是他非常具有音乐天赋，在他年仅12岁时就在法国青少年摇滚歌曲大赛中获得冠军，2004年底Grégory Lemarchal获得法国一台TF1每周五晚上的选秀节目“明星学院”（Star Academy）冠军。 但后来格雷戈里的粘液稠厚症突然恶化，于2007年4月30日病逝。法国电视一台TF1在5月4日晚上8:50特别插播了一个官方公告，并为了追悼格雷戈里，制作了名为 «格雷戈里·勒马夏尔，天使的声音» 的特别节目并进行现场直播。他的葬礼于2007年5月3日在尚贝里的大教堂举行。安葬于萨瓦省的sonnaz公墓。
格雷戈里·勒马夏尔于2006年1月，获得了NRJ音乐大奖 年度法语杰出歌曲 «Révélation francophone de l'année»。他曾于2006年5月9日到6月26日，在法国比利时和瑞士举办了演出。格雷戈里 勒马夏尔非常喜欢美声女歌手，比如魁北克歌手Céline Dion、Isabelle Boulay，他也是男歌手Serge Lama和Charles Aznavour的歌迷。他曾经与许多著名的法语歌手合作演唱过。
环球音乐法国总裁Pascal Nègre在格雷戈里官方网站上称他 “格雷戈里将是停留在我们心中的独特唯一的天才艺术家，让我们难以忘怀他的声音的艺术家，一个简单的普通的男孩”。

## 专辑
- 2005 : Je deviens moi 我成了我自己
- 2006 : Olympia 06 奥林匹亚 06
- 2007 : La voix d'un ange 天使的声音

## DVD
- 2006.11.23 : Olympia 06 奥林匹亚06
- 2007 : Les pas d'un ange 天使的脚步

## 格雷戈里勒马夏尔基金会
格雷戈里勒马夏尔基金会，宣布成立于2007年6月7日，此协会建立的目的是为了一种罕见的疾病-抗粘液稠厚症 (mucoviscidose)- 格雷戈里勒马夏尔本人就死于这种疾病。格雷戈里勒马夏尔世之后，他的父母 Laurence 和 Pierre ，他的妹妹莱斯莉，和他的朋友karine（这四个人既是格雷戈里勒马夏尔基金会唯一的四名董事）决定，基于格雷戈里本人的艺术成就和他在对抗疾病是的杰出表现，成立该协会，协会的目的是为了让公众更加关注这种罕见疾病，并为这种病的病人提供更好的治疗条件。
格雷戈里勒马夏尔基金会举办了很多活动，包括援助抗粘液稠厚症病人以及病人家属，改善他们的生活条件。
在同年11月，格雷戈里勒马夏尔的妹妹莱斯莉，发布纪念册<<我的兄弟艺术家（Michel Lafon版）>> ，收集了许多关于格雷戈里勒马夏尔照片，并把版权捐赠给格雷戈里勒马夏尔基金会 。